# Grande Traversata delle Alpi
Pour les articles homonymes, voir GTA.
Ne doit pas être confondu avec Grande traversée des Alpes.

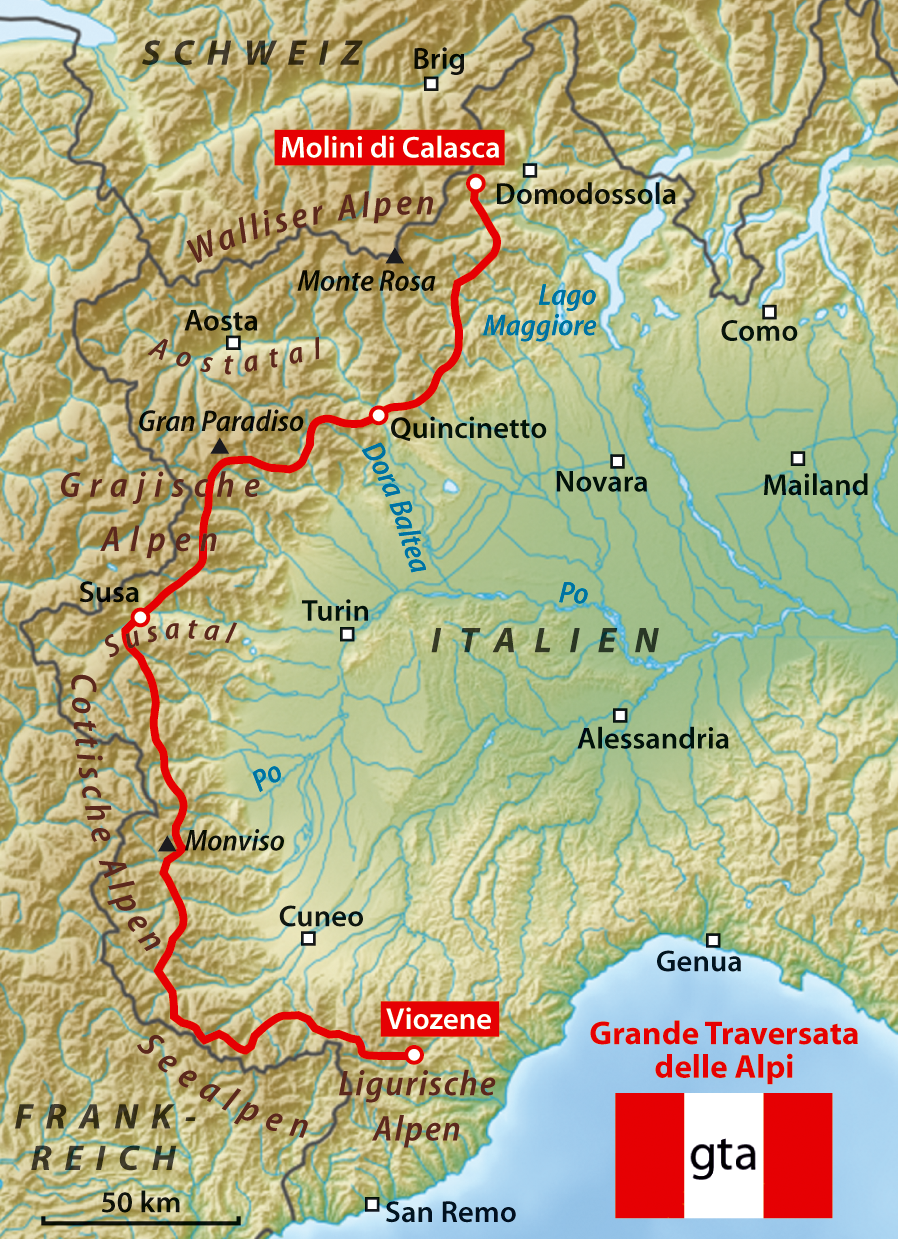
La GTA parcourt en 55 étapes l'arc alpin piémontais.

La Grande Traversata delle Alpi (GTA) est un itinéraire de randonnée pédestre dans les Alpes du Piémont. Elle fait partie du Sentiero Italia.
La GTA a été créée à la fin des années 1970, suivant le modèle de la GTA française (Grande Traversée des Alpes).
Aujourd'hui, la Via Alpina, réseau de sentiers de randonnée couvrant les huit pays alpins  initialement subventionné par l'Union européenne, s'appuie en bonne partie sur les tracés des GTA française et italienne pour revaloriser celles-ci à l'échelle internationale.